# Club Natació Martorell
El Club Natació Martorell és un club poliesportiu de Martorell, fundat l'any 1930.
Impulsat pel metge i cooperativista Francesc Santacana i Romeu, promogué la construcció i la donació de la piscina del club, que fou inaugurada l'octubre de 1930. El primer president de l'entitat fou Francesc Massana Rovira, que exercí la presidència fins a la seva mort el 1964. El club disposa de seccions de natació, waterpolo, triatló i pàdel, destacant la secció waterpolo masculí que aconseguí un Campionat de Catalunya (1947) i dos subcampionats d'Espanya (1946 i 1950). Entre d'altres, destacà el nedador i waterpolista català Valentí Sabaté Mas, campió d'Espanya en 100 m braça (1939), 400 m braça (1940) i 400 m lliures (1941) i que participà també als Jocs Olímpics de Londres 1948. Fa ús de les instal·lacions del Complex Esportiu la Vila.